# Irma Gallo
Irma Evangelina Gallo López de Lara (Ciudad de México, 29 de noviembre de 1971) es una periodista cultural, comunicóloga y escritora mexicana.
Desde 2001 ejerce su labor como periodista, a partir de 2016 promueve la literatura de autoras(es) contemporáneas(os) en general y, particularmente de escritoras por medio del proyecto La libreta de Irma. Ganó el Premio Nacional de Periodismo Cultural René Avilés Fabila (2018) en la categoría de Nota o proyecto televisivo.

## Trayectoria
Cursó la licenciatura de Comunicación Social en la Universidad Autónoma Metropolitana (UAM) y estudió actuación en la Casa del Teatro.
Hizo un Máster en Estudios Avanzados en Literatura Española e Hispanoamericana por la Universitat de Barcelona.

### Periodista
En 2001 ingresó a la televisión pública como reportera en Canal 22.
En junio de 2015 junto a otros de sus compañeros, manifestó la situación de censura por parte del entonces director de la televisora, Raúl Cremoux López quien evitó que transmitieran una nota informativa acerca del cese laboral de Carmen Aristegui en MVS. El conflicto culminó en octubre del mismo año con la salida de Cremoux del Canal y el nombramiento de Ernesto Velázquez Briseño como nuevo director.
Desde 2016 condujo al lado de Huemanzin Rodríguez el programa Semanario 22, acerca de lo más relevante de la cultura durante la semana. Tres años después concluyó su relación laboral con el Canal.
En la primera edición (2018) del Premio Nacional de Periodismo Cultural René Avilés Fabila, llevada a cabo en conmemoración de la muerte del periodista y escritor, ganó en Nota o proyecto televisivo por “Pita amor, un recuerdo mantenido”, programa transmitido en Canal 22 acerca de la escritora y poeta Guadalupe Teresa Amor. También fue reconocido por su trayectoria el crítico de cine Jorge Ayala Blanco.

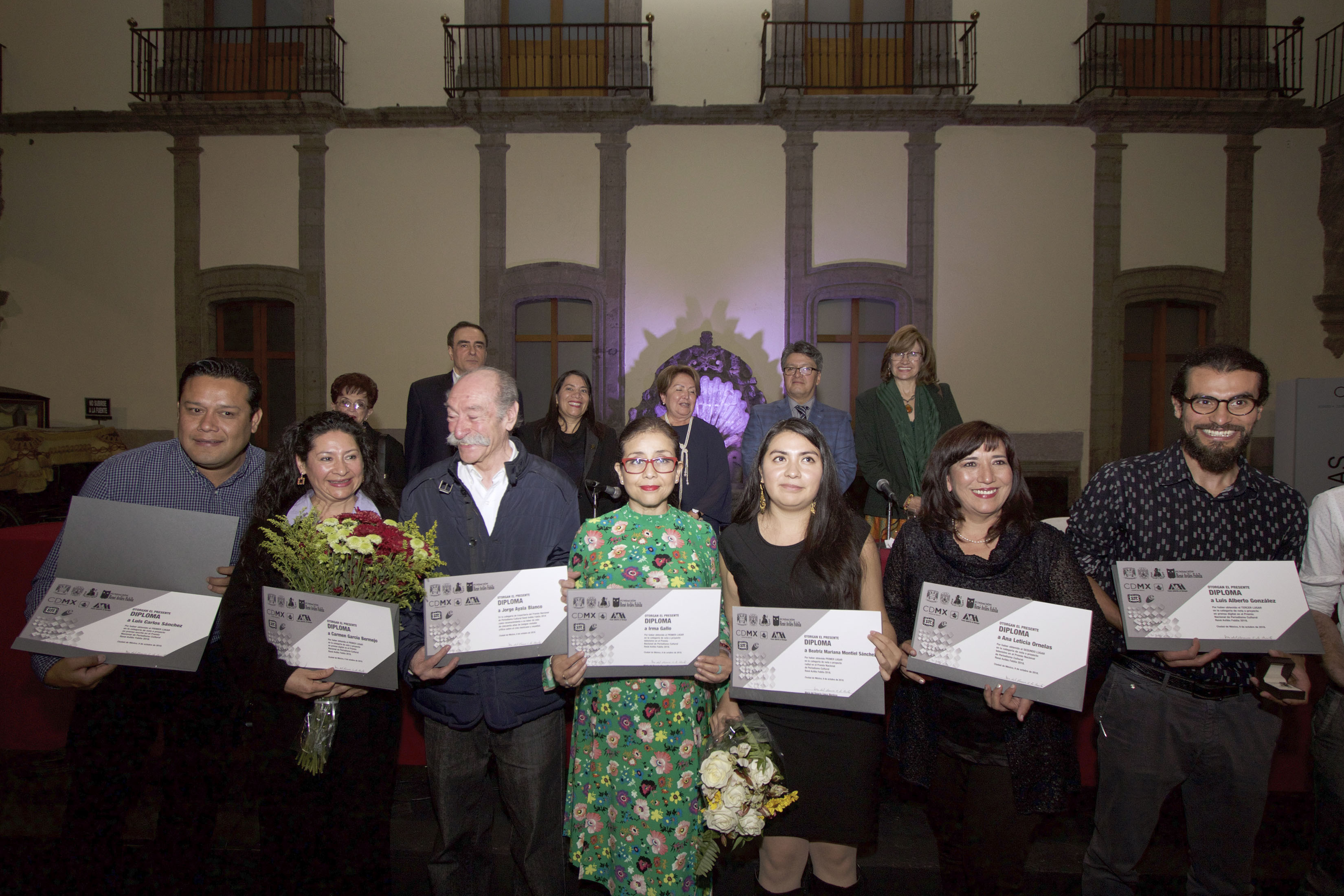
Ganadores del Premio Nacional de Periodismo Cultural René Avilés Fabila en 2018. Foto: Milton Martínez / Secretaría de Cultura de la CDMX

En 2019 fue parte de la Agencia de Noticias del Estado Mexicano, posteriormente ingresó a laborar al Instituto Nacional de Bellas Artes y Literatura (INBAL).
Ha colaborado para Sin Embargo, El Universal, El Gráfico, Revista Cambio, Gatopardo, Newsweek en Español, Latin American Voices, entre otros medios.

### Escritora
Publicó su primer libro como autora única en 2014, escribió Profesión: mamá derivado de la sugerencia de la editora Yeana González para abordar la temática de la maternidad. Narra su experiencia y la de otras mujeres, además incluye fuentes de información de salud física y mental.
Su siguiente libro #YoNomásDigo fue presentado en 2016 durante la Feria Universitaria del Libro (FUL) de la Universidad Autónoma del Estado de Hidalgo (UAEH). Dirigido al público juvenil, aborda la violencia doméstica, la trata de personas, la depresión y la exigencia de estereotipos sociales, entre otras situaciones que pueden afectar a las adolescentes.
En 2017 presentó Cuando el cielo se pinta de anaranjado, ser mujer en México, acerca de la violencia contra las mujeres y la situación de inequidad laboral. La primera edición del libro incluye 16 historias con base en entrevistas e investigación, de las cuales 13 fueron realizadas para los medios en donde colaboró de 2011 a 2016 como Sin Embargo, El Universal y Variopinto. La segunda edición (2020) del libro incluye nuevas historias, está publicado en formato digital.

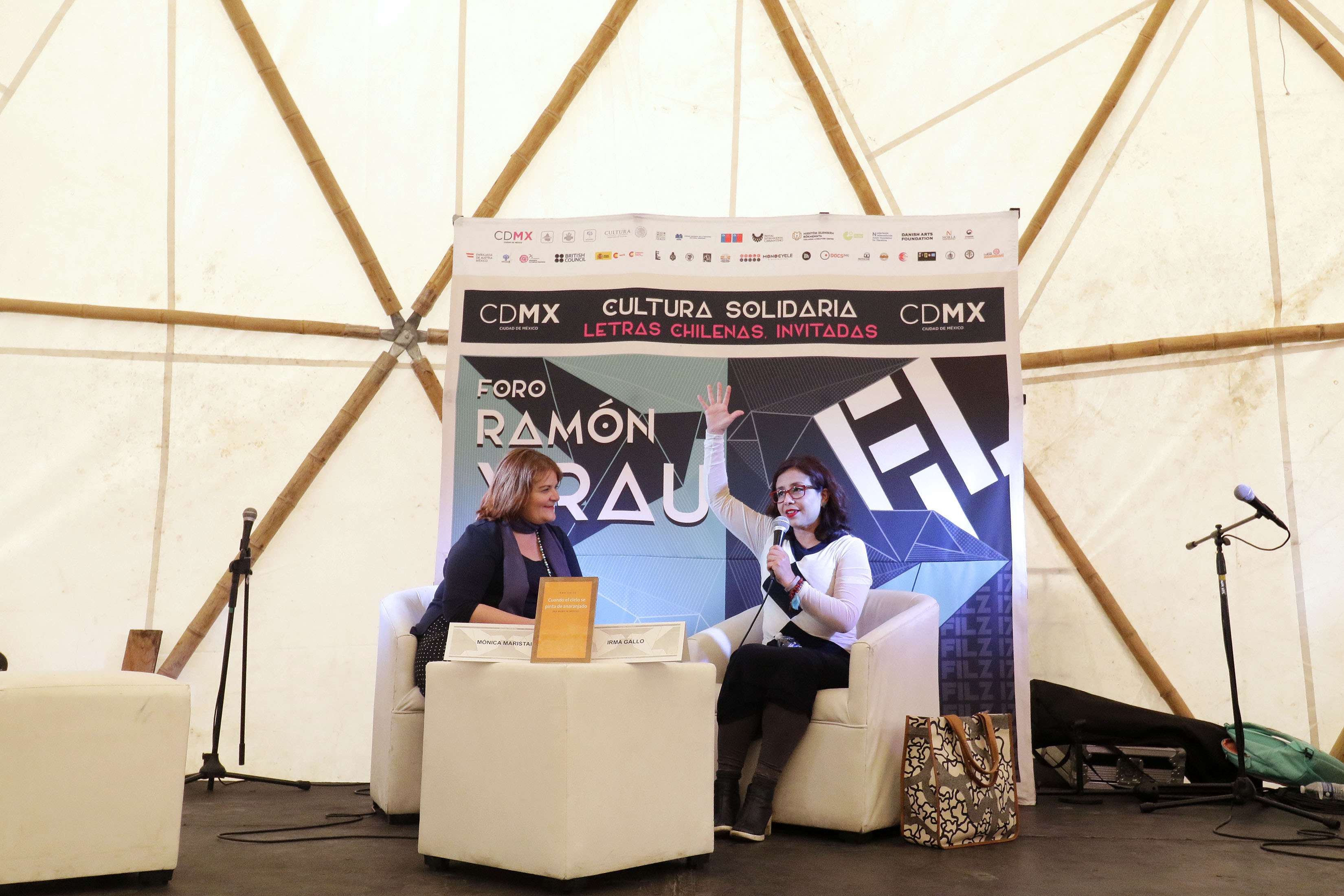
Irma Gallo en la Feria Internacional del Libro Zócalo 2017. Foto: Tania Victoria / Secretaría de Cultura de la CDMX

## La Libreta de Irma
Inició el proyecto La libreta de Irma en 2016, un sitio web para extender la información cultural con énfasis en la literatura, en contraste con el contenido efímero del formato de noticias. Difunde temas relacionados con autoras(es), libros y editoriales de manera gratuita para el público, según mencionó en una entrevista con el diario La Jornada.
Utiliza las herramientas tecnológicas para crear contenido multimedia, además de las redes sociales. En La libreta también escriben otras(os) periodistas y escritoras(es), han colaborado Elia Magdaleno Carreño, Laura Olmos, Paola Tinoco, Miriam Vidriales, Alberto Chimal y Huemanzin Rodríguez, entre otros.

## Premio
Premio Nacional de Periodismo Cultural René Avilés Fabila 2018 por Nota o proyecto televisivo.

## Libros
Autoría:
- Profesión: mamá (2014)[15]
- #YoNomásDigo (2015)[29]
- Cuando el cielo se pinta de anaranjado. Ser mujer en México (2016 y 2020)[30]
- “Escribo porque no me queda de otra” en Antología ¿Por qué escribo?-Hay Festival (2018)

Coautoría: 
- Introducción a la Ciencias Sociales. Enfoque de aprendizaje basado en competencias (2011)
- Transformar mi comunidad. Ciencias Sociales 2 por competencias (2011)
- La docena trágica y el regreso del PRInosaurio (2015)
- Las desventuras de Trumpenstein (2018)

## Participaciones
- 29a. Feria Universitaria del Libro de la Universidad Autónoma del Estado de Hidalgo (2015)
- Feria Internacional del Libro de Guadalajara (2016)
- Feria Nacional del Libro Benemérita Universidad Autónoma de Puebla (2017)[31]
- Feria Internacional del Libro Zócalo (2017 y 2021)[32]
- Feria del Libro de la Alameda Central (2017)[33]
- Feria Nacional del Libro Zacatecas (2018)[34]
- Festival Internacional de Escritores de San Miguel de Allende (2019)[35]
- Feria Nacional del Libro de Escritoras Mexicanas (Evento virtual, 2021).[36]
- Hay Festival Querétaro, en sus ediciones: 2018, 2019, 2020 (virtual), 2021 y 2022.
- Feria Internacional del libro de Guadalajara, 2022